# Frösslundabäcken

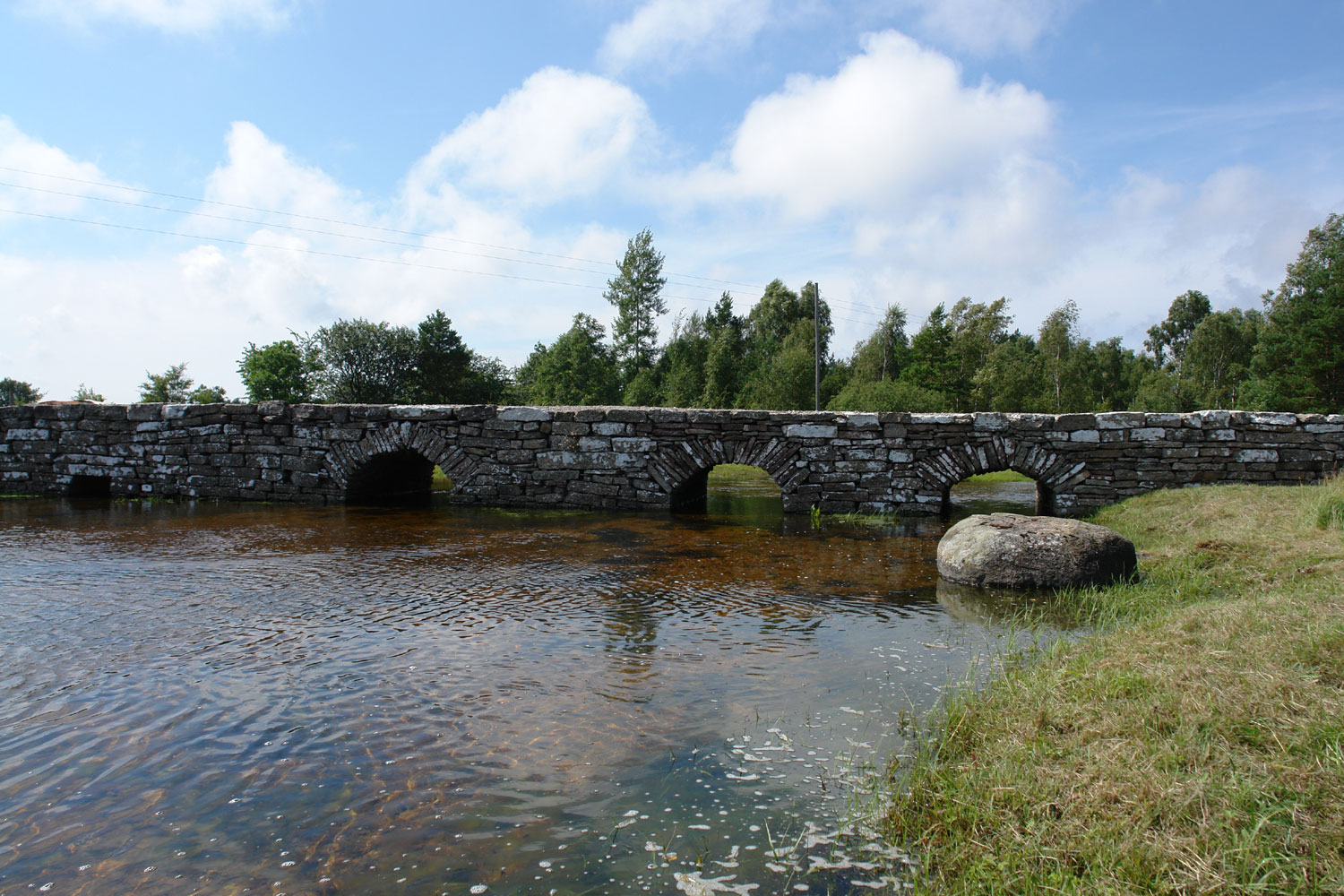
Brücke bei Frösslunda

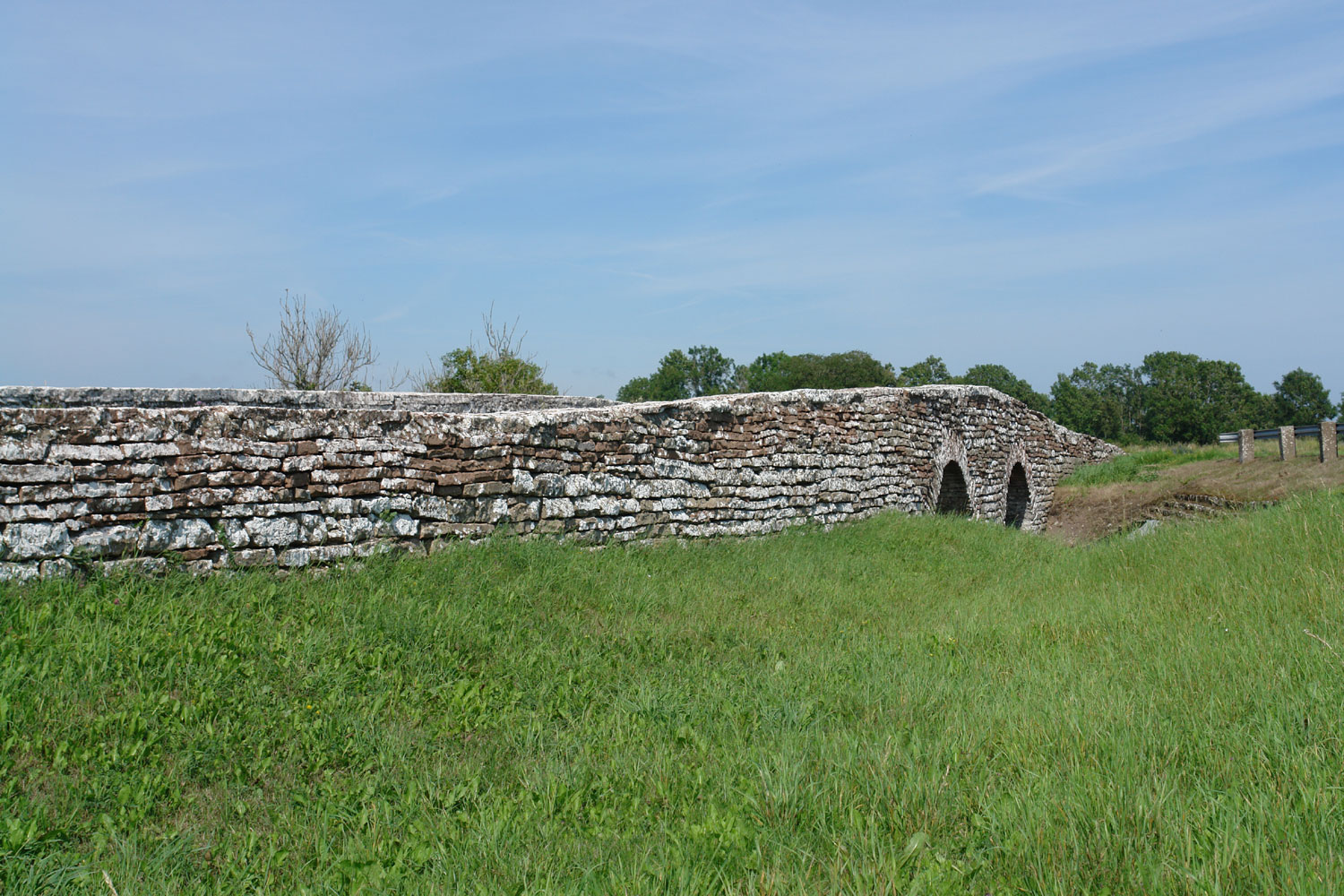
Brücke Södra Kvinneby (1790)

Frösslundabäcken (deutsch Frösslundabach) ist ein Bach auf der schwedischen Ostseeinsel Öland.
Der Bach ist für Öland insofern eine Besonderheit, als er in seinem Unterlauf unreguliert ist. Anders als die meisten übrigen Bäche auf Öland fließt er frei mäandernd.

## Verlauf
Der Bach entspringt dem Frösslundamossen und fließt dann in östliche bzw. nordöstliche Richtung. Er wird von der Norra Kvinneby mit Frösslunda verbindenden Straße durch eine alte Steinbogenbrücke überbrückt. Kurz danach mündet ein weiterer kleiner Bachlauf linksseitig ein. Der Frösslundabäcken passiert dann die östliche Küstenstraße Ölands. Auch hier gibt es neben einem Rastplatz eine alte steinerne Bogenbrücke. Ab hier mäandert der Bach in seiner ursprünglichen Form freifließend, bis er nach wenigen Kilometern in die Ostsee mündet.

## Ökologie
Ökologisch interessant ist vor allem der Unterlauf ab der Unterquerung der Küstenstraße. Entlang des Bachlaufs ziehen sich Mooskissen aus Kalkquell- und Tuffmoosen. Die Bachumgebung stellt einen Quellsumpf dar. Hier finden sich Skorpionmoos, Orchideen und Rostrotes Kopfried. Am Bach überwintert die Wasseramsel. Lachsforellen ziehen den Bach hinauf und laichen an steinigen Passagen. Auch der Hecht ist heimisch.